# Бречола Уно (Терамо)
Бречола Уно (итал. Brecciola Uno) је насеље у Италији у округу Терамо, региону Абруцо.
Према процени из 2011. у насељу је живело 149 становника. Насеље се налази на надморској висини од 169 м.